# Genzano di Roma
Genzano di Roma település Olaszországban, Lazio régióban, Róma megyében. Lakosainak száma 22 865 fő (2023. január 1.). Genzano di Roma Aricia, Lanuvio, Nemi és Velletri községekkel határos.

## Népesség
A település lakossága az elmúlt években az alábbi módon változott:
| Lakosok száma | 23 894 | 23 892 | 22 865 |
|               | 2017   | 2018   | 2023   |